# マイネサマンサ
マイネサマンサ（欧字名:Meine Samantha、2000年4月5日 - 不明）は、日本の競走馬、繁殖牝馬。主な勝ち鞍に2006年の京都牝馬ステークス、2007年の中山牝馬ステークス。
ラフィアンターフマンクラブにおける募集価格は1400万円（14万円×100口）。

## 経歴

### 3歳（2003年）
2003年3月1日の3歳新馬（阪神ダート1800ｍ）でデビュー。後続に2馬身差をつけてデビュー戦を勝利で飾る。なお、この勝利は鞍上の長谷川浩大にとって初騎乗初勝利によるものだった。400ｍ距離短縮となった2戦目の3歳500万下は逃げるナムラキャサリンを交わして4馬身差をつけて連勝。次走、芝の忘れな草賞は好位につけると上り最速の脚を使い2馬身差の快勝。デビューから3戦3勝とする。重賞初挑戦となったグランシャリオカップは勝ち馬から3.3秒離された5着に終わる。秋は秋華賞に出走、果敢に逃げると5着に粘った。その後は休養に入る。

### 4歳（2004年）
長期休養明け、9か月半ぶりの実戦となった4歳初戦、HTB杯は5着、4か月半ぶりとなった摂津特別は10着に終わる。続く名古屋日刊スポーツ杯は勝ったマチカネリュウセイに半馬身差の2着と好走した。

### 5歳（2005年）
5歳初戦、周防灘特別を人気に応え、好位追走から1馬身3/4差をつけて勝利する。昇級初戦、斑鳩ステークスは中団から伸びるも2着、但馬ステークスは先手を取ったが9着に敗れた。続く道頓堀ステークスは中団やや後方から追い上げて2着に入ると、次走、洛陽ステークスで好位につけると強襲するシンボリエスケープを半馬身抑えて1着、5勝目を挙げた。久々の重賞出走となった愛知杯は15着と惨敗。続くマーメイドステークスは2番手につけると逃げ切ったダイワエルシエーロに1馬身3/4差の2着に入った。次走、関屋記念は9着と崩れたが、府中牝馬ステークスは4番手追走からヤマニンアラバスタに続く2着と好走した。その後はエリザベス女王杯に出走、向こう正面で捲っていったが14着に終わる。続く阪神牝馬ステークスは直線でアドマイヤグルーヴ、レクレドールとの叩き合いとなりアドマイヤグルーヴに半馬身差の2着となった。

### 6歳（2006年）
6歳初戦、京都牝馬ステークスは当時兵庫所属の岩田康誠が騎乗、出方を窺いながらもハナを切ると、直線で4分どころを通って抜け出し、メイショウオスカル、チアフルスマイルをクビ差退けて優勝、重賞初制覇を飾った。3か月半ぶりとなったヴィクトリアマイルは川崎所属の森下博が騎乗し、果敢に逃げたが10着に敗れる。続くマーメイドステークスはトップハンデ56kgを背負い勝ったソリッドプラチナムから0.1秒差の4着となる。1番人気に推されたクイーンステークスは8着と不本意な結果に終わる。続く京成杯オータムハンデキャップは6着、スワンステークスは13着とそれぞれ敗れ、オーロカップは中団から伸びて3着に入った。

### 7歳（2007年）
7歳になり、連覇を狙った京都牝馬ステークスは逃げたが14着と惨敗に終わる。引退レースとなった中山牝馬ステークスは道中は無理せず後方待機から、4コーナーで追い出されると一気に前を捕らえ、ウイングレットをクビ差交わして有終の美を飾った。その後は予定通り、3月15日付で競走馬登録を抹消し引退となった。

### 引退後
引退後はビッグレッドファームにて繁殖入りしたが、自身のようにオープンで活躍する産駒を出すことはできず、2020年9月5日付で転売不明となる。その後の動向は不明。

## 競走成績
以下の内容は、JBISサーチおよびnetkeiba.comに基づく。
| 競走日     | 競馬場 | 競走名               | 格       | 距離（馬場）  | 頭 数 | 枠 番 | 馬 番 | オッズ （人気） | 着順 | タイム （上り3F） | 着差 | 騎手        | 斤量 [kg] | 1着馬（2着馬）                              | 馬体重 [kg] |
| ---------- | ------ | -------------------- | -------- | ------------- | ----- | ----- | ----- | --------------- | ---- | ----------------- | ---- | ----------- | --------- | ------------------------------------------- | ----------- |
| 2003.03.01 | 阪神   | 3歳新馬              |          | ダ1800m（稍） | 15    | 2     | 3     | 004.30（2人）   | 01着 | R1:56.1（38.6）   | -0.3 | 0長谷川浩大 | 51        | （ファーストトウカ）                        | 456         |
| 0000.03.30 | 阪神   | 3歳500万下           |          | ダ1400m（良） | 16    | 1     | 1     | 005.40（3人）   | 01着 | R1:26.1（38.0）   | -0.7 | 0長谷川浩大 | 51        | （ナムラキャサリン）                        | 456         |
| 0000.04.13 | 阪神   | 忘れな草賞           | OP       | 芝2000m（良） | 15    | 7     | 12    | 010.10（5人）   | 01着 | R2:01.5（35.8）   | -0.3 | 0蛯名正義   | 54        | （メモリーキアヌ）                          | 452         |
| 0000.07.13 | 旭川   | グランシャリオC      | GIII     | ダ1600m（良） | 14    | 7     | 11    | 00 - 00（4人）  | 05着 | R1:46.3           | -3.3 | 0長谷川浩大 | 53        | エコルプレイス                              | 458         |
| 0000.10.19 | 京都   | 秋華賞               | GI       | 芝2000m（良） | 18    | 3     | 5     | 074.3（12人）   | 05着 | R1:59.3（35.7）   | -0.2 | 0大西直宏   | 55        | スティルインラブ                            | 464         |
| 2004.07.31 | 函館   | HTB杯                | 1000万下 | 芝1800m（良） | 14    | 6     | 10    | 004.40（2人）   | 05着 | R1:49.6（38.2）   | -0.8 | 0横山典弘   | 55        | エルノヴァ                                  | 494         |
| 0000.12.12 | 阪神   | 摂津特別             | 1000万下 | 芝1600m（良） | 16    | 5     | 9     | 011.60（7人）   | 10着 | R1:34.8（35.8）   | -0.4 | 0長谷川浩大 | 55        | ラバンディエーラ                            | 472         |
| 0000.12.27 | 中京   | 名古屋日刊スポーツ杯 | 1000万下 | 芝2000m（良） | 16    | 3     | 6     | 011.00（6人）   | 02着 | R1:59.6（35.6）   | -0.1 | 0長谷川浩大 | 55        | マチカネリュウセイ                          | 468         |
| 2005.01.23 | 小倉   | 周防灘特別           | 1000万下 | 芝2000m（稍） | 11    | 1     | 1     | 003.20（1人）   | 01着 | R1:59.8（35.5）   | -0.3 | 0長谷川浩大 | 55        | （ワンモアチャッター）                      | 464         |
| 0000.02.20 | 京都   | 斑鳩S                | 1600万下 | 芝1600m（稍） | 11    | 6     | 7     | 003.00（1人）   | 02着 | R1:37.1（34.3）   | -0.3 | 0長谷川浩大 | 55        | ユキノスイトピー                            | 464         |
| 0000.03.19 | 阪神   | 但馬S                | 1600万下 | 芝2000m（良） | 11    | 2     | 2     | 003.80（2人）   | 09着 | R2:00.4（36.6）   | -0.8 | 0長谷川浩大 | 54        | ツルマルヨカニセ                            | 470         |
| 0000.04.02 | 阪神   | 道頓堀S              | 1600万下 | 芝1600m（良） | 18    | 1     | 2     | 004.60（2人）   | 02着 | R1:33.9（34.4）   | -0.3 | 0安藤勝己   | 55        | スターイレブン                              | 466         |
| 0000.04.30 | 京都   | 洛陽S                | 1600万下 | 芝1400m（良） | 16    | 1     | 1     | 003.90（2人）   | 01着 | R1:20.3（33.8）   | -0.1 | 0安藤勝己   | 55        | （シンボリエスケープ）                      | 472         |
| 0000.06.05 | 中京   | 愛知杯               | GIII     | 芝2000m（良） | 18    | 5     | 9     | 007.10（3人）   | 15着 | R2:02.5（37.4）   | -1.2 | 0長谷川浩大 | 54        | マイネソーサリス                            | 476         |
| 0000.07.10 | 阪神   | マーメイドS          | GIII     | 芝2000m（稍） | 9     | 5     | 5     | 005.20（3人）   | 02着 | R2:00.8（36.6）   | -0.3 | 0安藤勝己   | 55        | ダイワエルシエーロ                          | 476         |
| 0000.07.31 | 新潟   | 関屋記念             | GIII     | 芝1600m（良） | 18    | 2     | 3     | 012.00（5人）   | 09着 | R1:33.3（34.6）   | -1.0 | 0安藤勝己   | 54        | サイドワインダー                            | 472         |
| 0000.10.16 | 東京   | 府中牝馬S            | GIII     | 芝1800m（稍） | 17    | 5     | 9     | 017.20（7人）   | 02着 | R1:46.9（33.6）   | -0.2 | 0内田博幸   | 55        | ヤマニンアラバスタ                          | 478         |
| 0000.11.13 | 京都   | エリザベス女王杯     | GI       | 芝2200m（良） | 18    | 8     | 16    | 060.5（11人）   | 14着 | R2:13.8（35.4）   | -1.3 | 0C.ルメール | 56        | スイープトウショウ                          | 484         |
| 0000.12.18 | 阪神   | 阪神牝馬S            | GII      | 芝1600m（良） | 11    | 3     | 3     | 010.30（4人）   | 02着 | R1:34.6（35.0）   | -0.1 | 0安藤勝己   | 55        | アドマイヤグルーヴ                          | 486         |
| 2006.01.29 | 京都   | 京都牝馬S            | GIII     | 芝1600m（良） | 16    | 6     | 12    | 006.80（4人）   | 01着 | R1:33.5（34.3）   | -0.0 | 0岩田康誠   | 55        | （チアフルスマイル） （メイショウオスカル） | 482         |
| 0000.05.14 | 東京   | ヴィクトリアマイル   | GI       | 芝1600m（稍） | 18    | 1     | 2     | 081.2（10人）   | 10着 | R1:34.9（35.2）   | -0.9 | 0森下博     | 55        | ダンスインザムード                          | 466         |
| 0000.06.18 | 京都   | マーメイドS          | GIII     | 芝2000m（良） | 14    | 6     | 9     | 005.80（2人）   | 04着 | R2:01.2（35.6）   | -0.1 | 0福永祐一   | 55        | ソリッドプラチナム                          | 470         |
| 0000.08.13 | 札幌   | クイーンS            | GIII     | 芝1800m（良） | 14    | 7     | 11    | 004.00（1人）   | 08着 | R1:48.8（38.2）   | -2.1 | 0安藤勝己   | 55        | デアリングハート                            | 478         |
| 0000.09.10 | 中山   | 京成杯AH             | GIII     | 芝1600m（良） | 15    | 2     | 4     | 016.60（8人）   | 06着 | R1:32.6（35.2）   | -0.3 | 0安藤勝己   | 55        | ステキシンスケクン                          | 468         |
| 0000.10.28 | 京都   | スワンS              | GII      | 芝1400m（良） | 18    | 1     | 2     | 021.4（11人）   | 13着 | R1:20.8（34.5）   | -0.5 | 0幸英明     | 55        | プリサイスマシーン                          | 476         |
| 0000.11.12 | 東京   | オーロC              | OP       | 芝1400m（良） | 18    | 5     | 10    | 011.90（5人）   | 03着 | R1:22.2（34.7）   | -0.3 | 0L.イネス   | 55        | ダイワバンディット                          | 472         |
| 2007.01.28 | 京都   | 京都牝馬S            | GIII     | 芝1600m（良） | 16    | 8     | 15    | 016.20（7人）   | 14着 | R1:34.6（36.4）   | -1.6 | 0安藤勝己   | 56        | ディアデラノビア                            | 468         |
| 0000.03.11 | 中山   | 中山牝馬S            | GIII     | 芝1800m（重） | 16    | 1     | 1     | 031.10（8人）   | 01着 | R1:50.2（36.3）   | -0.0 | 0蛯名正義   | 56        | （ウイングレット）                          | 470         |

## 繁殖成績
|       | 馬名               | 生年   | 性 | 毛色   | 父                 | 馬主                                                       | 厩舎                                                             | 戦績                 | 出典   |
| ----- | ------------------ | ------ | -- | ------ | ------------------ | ---------------------------------------------------------- | ---------------------------------------------------------------- | -------------------- | ------ |
| 初仔  | マイネタバサ       | 2008年 | 牝 | 黒鹿毛 | ロージズインメイ   | （株）サラブレッドクラブ・ラフィアン                       | 栗東・中村均                                                     | 10戦0勝（引退）      | [ 8 ]  |
| 2番仔 | マイネチャーム     | 2010年 | 牝 | 黒鹿毛 | アグネスタキオン   | （株）サラブレッドクラブ・ラフィアン                       | 栗東・中村均                                                     | 4戦1勝（引退・繁殖） | [ 9 ]  |
| 3番仔 | マイネマレフィカ   | 2011年 | 牝 | 栗毛   | コンデュイット     | （株）サラブレッドクラブ・ラフィアン →高良憲光 →鈴木昌四郎 | 栗東・中村均 →川崎・山崎尋美 →浦和・岡田一男                     | 102戦2勝（引退）     | [ 10 ] |
| 4番仔 | マイネルポーション | 2015年 | 牡 | 栗毛   | アイルハヴアナザー | （株）サラブレッドクラブ・ラフィアン →（同）JPN技研        | 美浦・黒岩陽一 →名古屋・角田輝也 →名古屋・栗田和昌 →佐賀・東美義 | 71戦6勝（引退）      | [ 11 ] |
| 5番仔 | マイネルロベルト   | 2017年 | 牡 | 芦毛   | ゴールドシップ     | （株）サラブレッドクラブ・ラフィアン →辻高史               | 美浦・上原博之 →川崎・加藤誠一                                   | 8戦0勝（引退）       | [ 12 ] |
| 6番仔 | マイネルイージス   | 2019年 | 牡 | 芦毛   | ゴールドシップ     | （株）サラブレッドクラブ・ラフィアン →（株）OKC            | 栗東・清水久詞 →園田・田中範雄 →美浦・清水英克 →小林・小野寺晋廣 | 39戦3勝（現役）      | [ 13 ] |

- 2025年4月25日現在

## 血統表
| マイネサマンサの血統              | マイネサマンサの血統             | マイネサマンサの血統          | （血統表の出典）              | （血統表の出典） |
| 父系                              | ヘイロー系                       | ヘイロー系                    | ヘイロー系                    | [ § 2 ]          |
| 父 *ディアブロ Diablo 1987 黒鹿毛 | 父の父Devil's Bag 1981 鹿毛      | Halo                          | Hail to Reason                | Hail to Reason   |
| 父 *ディアブロ Diablo 1987 黒鹿毛 | 父の父Devil's Bag 1981 鹿毛      | Halo                          | Cosmah                        |                  |
| 父 *ディアブロ Diablo 1987 黒鹿毛 | 父の父Devil's Bag 1981 鹿毛      | Ballade                       | Herbager                      | Herbager         |
| 父 *ディアブロ Diablo 1987 黒鹿毛 | 父の父Devil's Bag 1981 鹿毛      | Ballade                       | Miss Swapsco                  |                  |
| 父 *ディアブロ Diablo 1987 黒鹿毛 | 父の母Avilion 1974 鹿毛          | Cornish Prince                | Bold Ruler                    | Bold Ruler       |
| 父 *ディアブロ Diablo 1987 黒鹿毛 | 父の母Avilion 1974 鹿毛          | Cornish Prince                | Teleran                       |                  |
| 父 *ディアブロ Diablo 1987 黒鹿毛 | 父の母Avilion 1974 鹿毛          | Style And Grace               | Olympia                       | Olympia          |
| 父 *ディアブロ Diablo 1987 黒鹿毛 | 父の母Avilion 1974 鹿毛          | Style And Grace               | Plucky Roman                  |                  |
| 母 アオエトウショウ 1986 栗毛     | 母の父トウショウボーイ 1973 鹿毛 | *テスコボーイ                 | Princely Gift                 | Princely Gift    |
| 母 アオエトウショウ 1986 栗毛     | 母の父トウショウボーイ 1973 鹿毛 | *テスコボーイ                 | Suncourt                      |                  |
| 母 アオエトウショウ 1986 栗毛     | 母の父トウショウボーイ 1973 鹿毛 | *ソシアルバターフライ         | Your Host                     | Your Host        |
| 母 アオエトウショウ 1986 栗毛     | 母の父トウショウボーイ 1973 鹿毛 | *ソシアルバターフライ         | Wisteria                      |                  |
| 母 アオエトウショウ 1986 栗毛     | 母の母ムツミカースル 1970 栗毛   | *チャイナロック               | Rockefella                    | Rockefella       |
| 母 アオエトウショウ 1986 栗毛     | 母の母ムツミカースル 1970 栗毛   | *チャイナロック               | May Wong                      |                  |
| 母 アオエトウショウ 1986 栗毛     | 母の母ムツミカースル 1970 栗毛   | ムツミコウギョウ              | *ヤサカ                       | *ヤサカ          |
| 母 アオエトウショウ 1986 栗毛     | 母の母ムツミカースル 1970 栗毛   | ムツミコウギョウ              | 孝律                          |                  |
| 母系(F-No.)                       | フリッパンシー(GB)系(FN:22-b)    | フリッパンシー(GB)系(FN:22-b) | フリッパンシー(GB)系(FN:22-b) | [ § 3 ]          |
| 5代内の近親交配                   | Hyperion 5×5、Nasrullah 5×5      | Hyperion 5×5、Nasrullah 5×5   | Hyperion 5×5、Nasrullah 5×5   | [ § 4 ]          |
| 出典                              | 1. 2. 3. 4.                      | 1. 2. 3. 4.                   | 1. 2. 3. 4.                   | 1. 2. 3. 4.      |